# Lavenham
Lavenham – wieś w Anglii, w hrabstwie Suffolk, w dystrykcie Babergh. Leży 26 km na zachód od miasta Ipswich i 93 km na północny wschód od Londynu. Miejscowość liczy 1750 mieszkańców.